# Bol'šoe Kozino
Bol'šoe Kozino (in russo Большое Козино?; il significato è grande Kozino) è un insediamento di tipo urbano della Russia europea centrale, situata nella oblast' di Nižnij Novgorod; appartiene amministrativamente al rajon Balachninskij.